# Шагзада Мугаммад Юсуф
Шагзада Мугаммад Юсуф (1895 — 8 грудня 1979) — індійський хокеїст на траві.
Олімпійський чемпіон 1928 року.